# Кастілью (Мінделу)
Греміу Спортіву Кастілью (порт. Grémio Sportivo Castilho) або просто Кастілью — професіональний кабовердійський футбольний клуб з міста Мінделу, на острові Сан-Вісенті. Заснований 18 лютого 1923 року.

## Історія клубу
Клуб виграв свій перший і єдиний національний (на той час колоніальний) титул у 1973 році, за два роки до здобуття незалежності Кабо-Верде, перемігши клуб Віторія з рахунком 1:0. У своєму останньому фінальному матчі у чемпіонаті за часів португальського панування, клуб програв Спортінгу з Праї з рахунком 2:1.
Починаючи із сезону 2013-14 року клуб виступає в другому дивізіоні чемпіонату острова, після того як зайняв 8-ме місце з 8-ма очками та тільки з 2-ма перемогами. Кастілью посів друге місце в другому дивізіоні Чемпіонату остріву Сан-Вісенті в сезоні 2014-15 року. Перший матч сезону клуб програв проти Академіки з Мінделу з розгромним рахунком 6:1, а другий завершився внічию з рахунком 3:3, таким чином, Кастілью залишився в другому дивізіоні.

## Досягнення
- До здобуття незалежності:
- Чемпіонат Кабо-Верде: 1 перемога

переможці — 1972/73;
фіналісти — 1973/74.
- Чемпіонат острова Сан-Вісенті: 2 перемоги

переможці — 1972/73, 1973/74.

## Статистика

### Колоніальний (Провінційний) Чемпіонат (до здобуття незалежності)
| Рік  | Фінал(и) | Фінал(и) | клуб            |
| ---- | -------- | -------- | --------------- |
| 1973 | 1-0      | 1-0      | Віторія         |
| 1974 | 2-1      | 2-1      | Спортінг (Прая) |

### Чемпіонат острову
| Сезон   | Див. | Міс. | Іг. | В | Н | П  | ЗМ | ПМ | РМ  | О | Кубок | Суперкубок | Примітки                                                    |
| ------- | ---- | ---- | --- | - | - | -- | -- | -- | --- | - | ----- | ---------- | ----------------------------------------------------------- |
| 2013-14 | 2    | 8    | 14  | 2 | 2 | 10 | 10 | 32 | -22 | 8 |       |            |                                                             |
| 2014-15 | 3    | 2    | 10  | - | - | -  | -  | -  | -   | - |       |            | Програв матч за підвищення, залишається в Другому дивізіоні |